# Мінамі Дзіро
Мінамі Дзіро (яп. 南 次郎, Minami Jirō, 1874 —1955) — генерал Імператорської армії Японії та генерал-губернатор Кореї в 1936—1942 роках. Засуджений за військові злочини до довічного ув'язнення.

## Біографія
Народився в родині самурайського походження в місті Хідзі, префектура Оїта. Мінамі перебрався до Токіо студентом-інтерном, де поступив до Імператорської академії японської армії. Закінчив академію в лютому 1895 року. У травні 1895 отримав звання старшого лейтенанта кавалерії. У жовтні 1897 року отримав звання лейтенанта, а в листопаді 1900 року — капітана.
Мінамі брав участь у російсько-японській війні, спершу у штабі, згодом командиром роти в 1-му кавалерійському полку під час облоги Порт-Артура. У березні 1905 року він отримав звання майора, а в лютому 1910 року — підполковника. Отримавши звання полковника в серпні 1915 року, він командував 13-м кавалерійським полком під час Першої світової війни. У 1917—1919 роках Мінамі був начальником відділу кавалерії в міністерстві армії
Отримавши звання генерал-майора в липні 1919 року, Мінамі служив командуючим 3-ї кавалерійської бригади в 1921—1923 рр., потім комендантом кавалерійської школи в 1922—1923 рр., і повернувся до Імператорської академії японської армії як комендант у 1923—1924 роках.
Мінамі був підвищений до генерал-лейтенанта в лютому 1924 року. Командував 16-ю дивізією японської армії з 1926 по 1927 р. Після служби на посаді віце-голови Імператорського генерального штабу японської армії з 1927 по 1929 рік він став головним командувачем Японської корейської армії з 1929 по 1930 рік. У березні 1930 року він отримав звання генерала.
Повернувшись до Японії, Мінамі призначений військовим міністром у кабінеті Вакацукі в 1931 році. Будучи міністром війни він відправив генерал-майора Йошицугу Татекаву до Маньчжурії.
Мінамі був членом Вищої військової ради з 1931 по 1934 рік. Потім він отримав посаду командуючого Квантунською армією з 1934 по 1936 рік, і в цей час він одночасно був послом Японії в Маньчжоу-Го.
Мінамі був внесений до резервного списку в 1936 році, після інциденту 26 лютого, і вимушений піти на пенсію з активної служби.
Однак у 1936 році Мінамі призначений генерал-губернатором Кореї і на цій посаді прослужив до 1942 році. Його перебування в Кореї було ознаменовано жорстким підходом з відмовою від різних ліберальних реформ 1920-х років. Крім того, Мінамі оголосив поза законом всі газети корейською мовою, крім однієї, і рішуче наполягав на політиці соші-камей .
З 1942 по 1945 рік Мінамі служив членом Тайної ради, і в 1945 році був членом Палати перів при японському парламенті.
Після Другої світової війни Мінамі був заарештований американською окупаційною владою і переданий до Міжнародного військового трибуналу на Далекому Сході. Його засудили лише за параграфами 1 і 27: тобто за те, що він був лідером загарбницької війну проти Китаю, оскільки він був військовим міністром на момент інциденту з Маньчжурією. Однак він був виправданий у веденні загарбницької війни проти США, Британської Співдружності та Нідерландів, а також виправданий за двома звинуваченнями, пов'язаними із злочинами проти в'язнів. Він був засуджений до довічного ув'язнення, але був звільнений у 1954 році за станом здоров'я. Через рік він помер.